# Investigació d'accidents aeris i de la Junta de Seguretat Aèria
Investigació d'accidents aeris i de la Junta de Seguretat Aèria AAIASB (en grec: : Επιτροπή Διερεύνησης Aτυχημάτων και Ασφάλειας Πτήσεων, ΕΔΑΑΠ) és l'agència d'investigació d'accidents aeris de Grècia. La seva oficina central es troba a l'edifici 221 de l'antiga Força Aèria dels Estats Units d'Amèrica en la base Elliniko, Elliniko-Argyroupoli. També compta amb una seu a l'oficina 1311, edifici 11 a l'aeroport internacional d'Atenes a Spata. El Ministeri d'Infraestructura, Transport i Comunicacions supervisa l'agència.